# Дакін (султан Сеннару)
Дакін (*араб. دقن ود نايل; д/н — 1586) — 5-й макк (султан) Сеннару в 1568—1586 роках. Повне ім'я Дакін улад Наїль.

## Життєпис
Походив з династії Фунджі. Син Наїля, макка Сеннару. 1568 року прийшов до влади. Доклав чималих зусиль для зміцнення держави. Насамперед намагався змусити кочові племена перейти до осілості. Для цього видав перший кодекс законів султанату. Також провів адміністративну реформу, розділивши Сеннару на провінції, на чолі яких поставив намісників. Останні мали регулярно прибувати до столиці султанату з доповідями. Цим зміцнив владу макка.
З огляду на існуючу небезпеку з боку Османської імперії, що зміцнювала Абісинський еялет, дотримувався союзу з негусами Ефіопії, який було підтверджено в 1569 і 1572 роках. Зазнав поразки від Аджиба, шейха арабського племені абдалабі в Нубії, яке стало на бік Османської імперії.
Також сприяв розвитку землеробства, ремісництва та торгівлі. Останній продляв значну увагу, оскільки вигідне розташування Сеннару сприяло посередницькій торгівлі між османським Єгиптом та Ефіопією та африканським рогом. Крім цього, налагодив торгівлю з Дарфурським султанатом й Аравією.
1571 року виступив проти османських військ в порту Суакін, який на деякий час захопив. 1577 року готувався османський похід на підкорення Сеннару, але його було відкладено. 1585 року османські війська спробували захопити важливе місто Донгола на півночі, проте сеннарська армія в битві біля Ханніку здобула перемогу, змусивши османські загони відступити. Помер макк Дакін 1586 року. Трон спадкував його син Даура.